# Pterosemopsis
Pterosemopsis är ett släkte av steklar. Pterosemopsis ingår i familjen puppglanssteklar.
Kladogram enligt Catalogue of Life:
| Pterosemopsis | \| \| Pterosemopsis eilogoa \| \| \| \| \| \| Pterosemopsis javensis \| \| \| \| |
|               | \| \| Pterosemopsis eilogoa \| \| \| \| \| \| Pterosemopsis javensis \| \| \| \| |
|               | Pterosemopsis eilogoa                                                            |
|               |                                                                                  |
|               | Pterosemopsis javensis                                                           |
|               |                                                                                  |